# Hermagoras (rodzaj)
Hermagoras – rodzaj owadów z rzędu straszyków.  Obejmuje 6 gatunków. 

## Systematyka
Do rodzaju Hermagoras należą gatunki: 
- Hermagoras cultratolobatus (Brunner von Wattenwyl, 1907)
- Hermagoras foliopeda (Olivier, 1792)
- Hermagoras haematomus (Westwood, 1859)
- Hermagoras hosei Kirby, 1896
- Hermagoras megabeast (Bragg, 2001)
- Hermagoras sigillatus (Brunner von Wattenwyl, 1907)